# Kilgoris
Kilgoris är huvudort i distriktet Trans Mara i provinsen Rift Valley i Kenya. År 1999 hade staden 4 500 invånare.